# Gambrinus

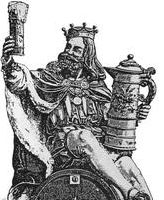
Gambrinus

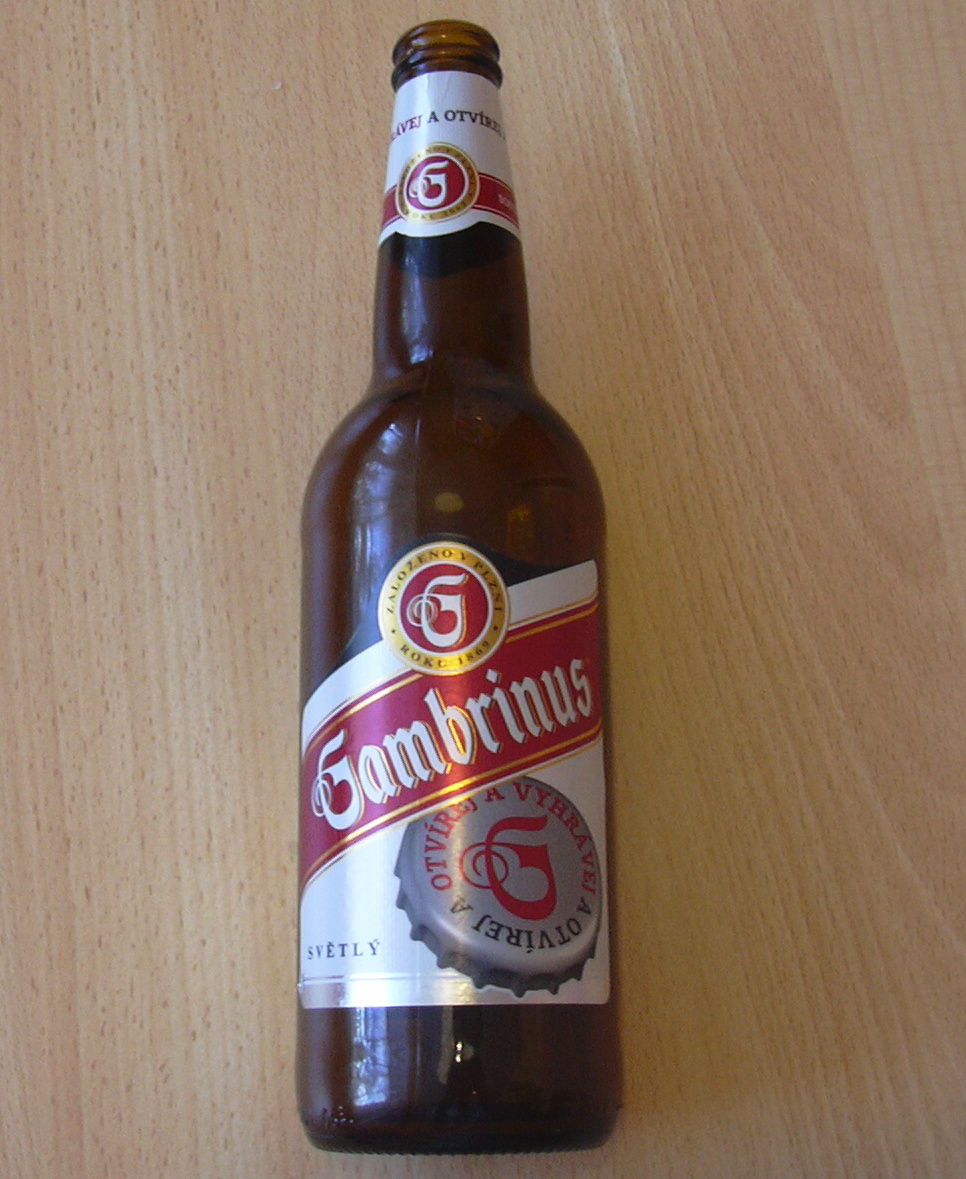
Cerveja Gambrinus, da República Tcheca

Gambrinus é um lendário rei do povo de Flandres e o patrono não-oficial da cerveja, que possuía habilidades incríveis para produzi-la, além de ser o nome da marca de uma das cervejas checas tipo Pilsen mais conhecidas do mundo.
Esta história lendária parece, como muitas outras, ter uma inspiração real. Neste caso derivou de João, Duque da Borgonha, que alguns dizem ter sido o primeiro a produzir cerveja usando malte e lúpulo.
Entretanto, como toda boa lenda, se confunde com outras histórias e, às vezes, Gambrinus aparece como cavaleiro medieval, ou um simples velhinho beberrão. 
A cerveja Gambrinus, da República Tcheca, é produzida pela tradicional cervejaria Pilsner Urquell. Também existem outras cerveja com o mesmo nome na Romênia, na Espanha, na Bélgica, na França, no Canadá e pelo menos três nos Estados Unidos.
A Igreja Católica não o reconhece, por isso é patrono não-oficial da cerveja. Seu dia santo é 11 de abril.